# Harter Brocken: Das Überlebenstraining
Harter Brocken: Das Überlebenstraining ist ein deutscher Kriminalfilm von Buket Alakuş aus dem Jahr 2022 mit Aljoscha Stadelmann als Polizist Frank Koops und Anna Fischer als seine Kollegin Mette Vogt sowie Moritz Führmann als Postbote Heiner Kelzenberg. Bei dem Film, dessen Haupt-Gastrollen mit Hassan Akkouch, Sabrina Amali, Annika Blendl und Lion-Russell Baumann besetzt sind, handelt es sich um die siebte Folge der Harter-Brocken-Reihe.
Der Film wurde erstmals am 5. November 2022 im Programm der ARD Das Erste ausgestrahlt.

## Handlung
Zarah tötet ihren Arbeitgeber, nimmt ihm ein kleines Gerät – eine EMP-Waffe – ab und tritt mit ihrem Komplizen Adam die Flucht an, deren Ziel ein kleiner Sportflugplatz im Harz ist. Als beide erfahren, dass nach ihrem Wagen gefahndet wird, wollen sie das Risiko, mit diesem weiterzufahren, nicht eingehen. Zufällig stoßen sie auf Tom und Alex, die unterwegs sind zu einem Survivalwochenende, dessen Ziel ganz in der Nähe des Sportflugplatzes liegt, zu dem Zarah und ihr Komplize wollen. Kurzerhand erschießt Zarah die beiden Männer und beschließt, zusammen mit Adam an deren Stelle die Tour zu machen.
Der Harzer Dorfpolizist Frank Koops macht sich wenig aus Abenteuern und noch weniger aus Geburtstagen. Nur widerwillig lässt er sich daher auf ein Survivalwochenende mit seinem Freund Heiner Kelzenberg ein, das ihm seine Kollegin Mette Vogt zum Geburtstag geschenkt hat. Dies auch, weil Frank bei dem im Wald umherstreifenden und Magic Mushrooms konsumierenden Dominik wiederholt ein Auge zudrückt, was der Survivalanführerin Nora die Gäste vertreibt. Mette möchte die Tage ohne Heiner nutzen, sich wieder einmal zu entspannen, da Heiner es mit der Betreuung ihres gemeinsamen Kindes immer ein wenig übertreibt.
Also brechen Frank, Heiner, Martina und die beiden Kriminellen mit Nora in den Wald auf. Frank erhält unterwegs den Fahndungsaufruf auf seinem Smartphone, was Zarah mitbekommt. Unter einem Vorwand versuchen sich Frank und die beiden von der Gruppe abzusetzen, um den Sportflughafen zu erreichen. Währenddessen machen sich Mette und Dominik im Wald auf die Suche nach der Gruppe. An einer Talsperre gelingt es Frank, die EMP-Waffe an sich zu nehmen. Er droht damit, diese in den Stausee fallen zu lassen, sollten Zarah oder Adam ihn erschießen. Da die beiden ihrerseits drohen, ein wanderndes Pärchen zu erschießen, das ungünstigerweise gerade jetzt den Weg passiert, gibt er ihnen das Gerät zurück. Mittlerweile hat Adam mitbekommen, dass Frank Heiner etwas erzählt haben muss, sodass er die Verfolgung von Heiner, Martina und Nora aufnimmt. Er erschießt Martina und kann Nora überwältigen und sie zu Frank und Zarah führen. Heiner konnte Adam entkommen, da er auf der Flucht auf einen Baum kletterte. Dadurch hat er in dem Funkloch mit seinem Handy sogar wieder ein Signal bekommen, sodass Mette sein Handy lokalisieren kann.
Frank beschließt, in eine Suppe Magic Mushrooms hineinzumischen, was vor allem bei Adam und Zarah, die mehr davon essen, zu ausgeprägten Halluzinationen führt. Zarah erklärt den Diebstahl der EMP-Waffe damit, dass ihr Bruder im Krieg als Kollateralschaden ums Leben gekommen sei. Auf Franks Anweisung hin läuft Nora davon, verfolgt von Adam. Als er sie mit einem Schuss niederstrecken will, kommt Dominik zu Hilfe und kann Adam im Kampf mit dessen Waffe erschießen. Zarah erreicht mit Frank den Flugplatz. Bevor sie ins Flugzeug steigt, schlägt sie Frank mit ihrer Waffe nieder, statt ihn zu erschießen. Als das Flugzeug startet, schalten sich die Motoren plötzlich ab und Zarah sieht, wie Frank die EMP-Waffe in der Hand hält. Er zertritt die Waffe und die durch Mette alarmierte Polizei nimmt Zarah fest.

## Produktion
Der Film wurde im Zeitraum vom 29. September bis zum 22. Oktober 2021 in Sankt Andreasberg und Umgebung gedreht.

## Soundtrack
Für den Soundtrack wurden unter anderem folgende Songs verwendet:
- Slayer (Angel of Death)
- Boston (More Than a Feeling)

## Rezeption

### Kritiken
Tilmann P. Gangloff gibt dem Film in seiner Besprechung bei tittelbach.tv 4,5 von 6 möglichen Punkten. Der besondere Charme entstehe aus der ungewöhnlichen Mischung von Thriller, Abenteuerfilm und Komödie. Der Kritiker findet, dass die wendungsreiche Geschichte nicht schlecht sei und sich Regisseurin und Grimme-Preis-Trägerin Buket Alakuş aufgrund ihrer stilistischen Vielfalt als richtige Wahl erweise. Der Film sei hinsichtlich seiner Thriller-Momente vom Prolog an gut inszeniert, der Wald und die Darstellung seiner Natur spiele eine zusätzliche Hauptrolle. Den „ohne aufdringliches Augenzwinkern inszenierten Details“ verdanke der Film seinen besonderen Charme, beispielsweise wenn sich Mette für ihr ruhiges Wochenende ein Lied von Thrash-Metal-Band Slayer einlegt. Sabrina Amalfi verkörpere die ambivalent angelegte Bösewichtin formidabel.
Oliver Armknecht gibt dem Film in seiner Besprechung bei film-rezensionen.de insgesamt 5 von 10 Punkten. Der Film liefere ein durchaus spannendes Szenario, mehr Thriller als Krimi. Allerdings sei der Wechsel von Tonalitäten weniger geglückt, insbesondere gegen Ende passe all das (d. h. skurrile Figuren, Survivalthriller und Antikriegsaussage) nicht mehr wirklich zusammen. Der Kritiker befindet, der Film sei etwas schwächer als die Vorgänger, die vergnüglicher seien. Insgesamt sei die Folge solide, „gerade das Katz-und-Maus-Spiel im düsteren Wald gibt genug her, um sich damit einen Abend vor dem Fernseher vertreiben zu können“.
Auf Microcontroller.net wurden technische Details der Story diskutiert. So bezweifeln die Elektronik-Fachleute, dass in so einem kleinen Gerät je soviel Energie gespeichert werden kann, um einen so zerstörerischen Impuls zu erzeugen. Ein EMP würde elektronische Geräte zerstören. Das Fluchtflugzeug (eine Cessna 172) hat jedoch für den Motor eine Magnetzündung, die unempfindlich für einen EMP ist. In diesem Falle könnte die Cessna trotzdem starten.

### Einschaltquote
Die Erstausstrahlung des Films am 5. November 2022 sahen in Deutschland 6,09 Millionen Zuschauer, was einem Marktanteil von 23,0 % entspricht. Dies war auch der Spitzenwert an diesem Tag.